# Emma Bernard
Lucile Lefevre (ur. 17 lipca 1994 w Chambéry) – francuska snowboardzistka, specjalizująca się w konkurencji Half-pipe. Z racji wieku nie startował jeszcze na Igrzyskach Olimpijskich ani na Mistrzostwach Świata. Najlepsze wyniki w Pucharze Świata w snowboardzie osiągnęła w sezonie 2010/2011, kiedy to zajęła 13. miejsce w klasyfikacji generalnej (AFU), a w klasyfikacji Half-pipe’u była 7.

## Sukcesy

### Puchar Świata

#### Miejsca w klasyfikacji generalnej
- 2009/2010 – 123.
  - AFU[2]
- 2010/2011 – 13.
- 2011/2012 –

#### Miejsca na podium
1. Ruka – 17 grudnia 2011 (half-pipe) – 2.miejsce